# Пено (озеро)
Пе́но — озеро на северо-западе Тверской области России, в Пеновском районе, одно из Верхневолжских озёр, расположенных в верхнем течении Волги.
Площадь поверхности — 16,7 км². Высота над уровнем моря — 206,5 м.
Озеро имеет овальную, вытянутую с севера на юг форму. В центральной части озера два больших залива, вдающихся в западный и восточный берега. В восточный берег вдаётся Кстовский залив (по названию одноимённой деревни), в западный берег Ореховский залив (по названию реки Ореховки, впадающей в залив). На север, выше по течению Волги расположено озеро Вселуг, на юг — озеро Волго. Пено соединено с Вселугом и Волго короткими протоками, над обоими построены автомобильные мосты (Вселукский — разрушен паводком в 1979 году и Пеновский), над протокой из Пено в Волго также переброшен железнодорожный мост дороги Великие Луки — Бологое.
Берега озера местами высокие и сухие, местами заболоченные. На берегах — леса, главным образом хвойные и мелколиственные, в северной части озера — сельскохозяйственные угодья. Происхождение озера ложбинное. Ранее озеро было судоходно, по нему проходила пассажирская линия Пено — Ширково — Коковкино (60 км), обслуживаемая теплоходом «Зарница».
На юго-восточном берегу озера Пено, на полуострове между озёрами Пено и Волго расположен посёлок Пено, районный центр Пеновского района. На северном и западном берегах — несколько деревень, на восточном — турбаза «Орлинка» и турбаза «Дом рыбака».
На восточном берегу, недалеко от турбазы «Орлинка», расположен памятник жителям деревни Ксты. Во время Великой Отечественной войны 9 января 1942 года перед отступлением эсэсовцами дивизии «Мёртвая голова» были расстреляны и сожжены 78 жителей деревни.
Озеро используется для отдыха, рыбалки и охоты. Имеет большой рекреационный потенциал.
Исследование 2011—2014 годов показало постоянное превышение ПДК по содержанию в воде марганца, железа общего и аммоний-иона. Вода в 2014 году была наиболее чистой среди озёр Верхневолжского водохранилища. По значению индекса УКИЗВ вода в 2014 году оценивалась как «загрязненная» (класс 3 «А»), а в другие годы и в других местах забора в водохранилище вода оценивалась как «очень загрязненная» (класс 3 «Б»)
Название озера балтийского происхождения, имеет соответствия в древнепрусской (Pene, Peene, Pena, Penen, Penis и др.), латышской и литовской топонимии.